# 武周ヶ池
武周ヶ池（ぶしゅうがいけ）は、福井県福井市二ツ屋町に位置する湖である。なお、最上流部は一部が丹生郡越前町茗荷にかかっている。

## データ
- 淡水湖沼
- 面積:11ha
- 標高:270m
- 越前加賀海岸国定公園第2種特別地域

## 概要
- 南北約1.5km、外周約4kmの南北に細長い池で、日本海へ流れる大味川の上流部に当たる。
- 1590年(天正18年)に、池の東側にあった天賀峯が山津波を起こして崩壊し、大味川を堰き止めて現在の湖が形成されたと言い伝えられている。
- 湖の周囲に整備された遊歩道から、泰澄大師が修行した越知山の山頂に至る。
- 茗荷付近の最上流部では県内で唯一のタチヤナギの群生林(高さ5m～7m)を見ることが出来る。
- 南越前町の野見ヶ岳（676m）山頂付近にも同名の武周ヶ池がある。龍神池とも言い、周囲100m、深さ2m程度で沼地化している。[1]

## 武周湖ダム
武周湖の吐口を武周湖ダムで締め切り、導水路・水圧鉄管により日本海沿いの蒲生海岸に設けた蒲生発電所で発電する、
福井県内初のダム水路式発電設備。発電所竣工時の許可出力は600kW。

### 歴史
- 1590年（天正18年）山津波により大味川を堰き止めて現在の湖が形成された。
- 1920年（大正9年）9月 - アースダム竣工（武周電力）
- 1925年（大正14年）9月 - 所有者変更（越前電気）
- 1941年（昭和16年）8月 - 所有者変更（北陸合同電気）
- 1942年（昭和17年）4月 - 所有者変更（北陸配電）
- 1951年（昭和26年）5月 - 所有者変更（北陸電力）

### ギャラリー

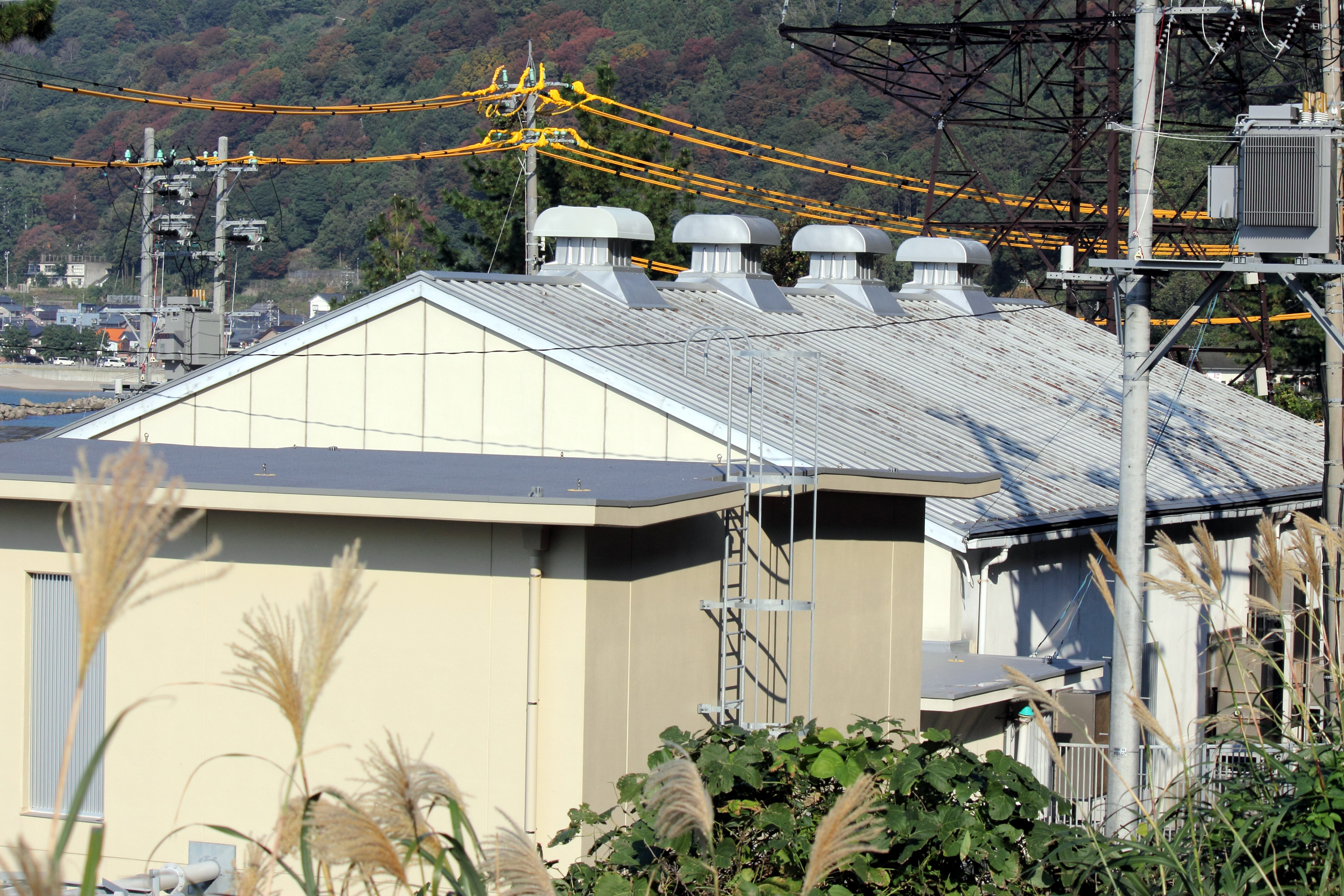
蒲生水力発電所
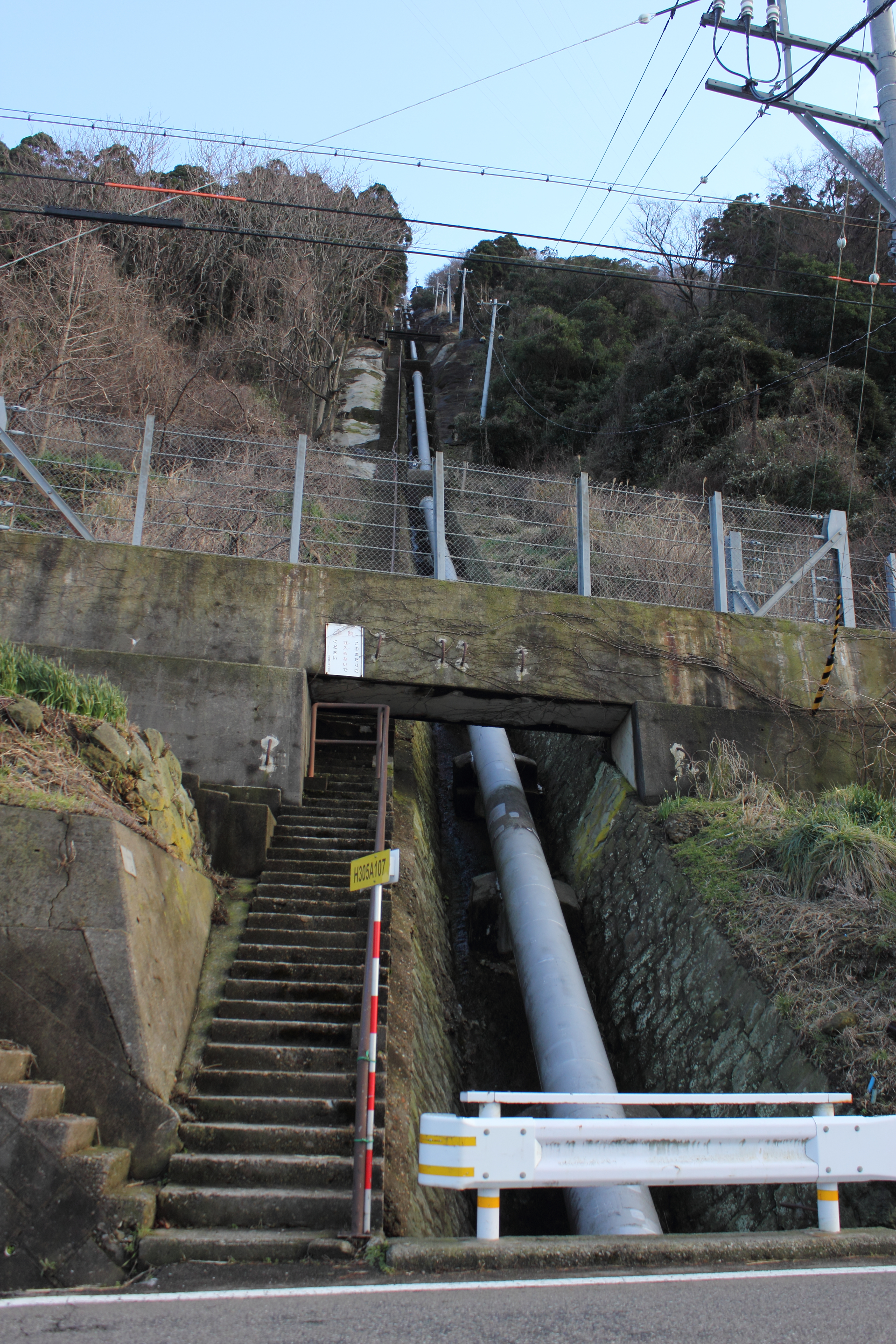
蒲生水力発電所への導水管